# Serpico
Serpico – amerykańsko-włoski film kryminalny z 1973 w reżyserii Sidneya Lumeta, oparty na faktach. Nakręcony na podstawie biografii nowojorskiego policjanta Franka Serpico, napisanej przez Petera Maasa. W roli tytułowej wystąpił Al Pacino, któremu rola ta przyniosła ponowną nominację do Nagrody Akademii Filmowej.

## Fabuła
Policjant Serpico, który walczy z korupcją wśród nowojorskich stróżów prawa, nie może liczyć na sympatię. Czuje się izolowany, ale walczy o swoje racje. Podczas próby aresztowania handlarzy narkotykami zostaje przygwożdżony przez nich drzwiami, a jego dwaj partnerzy nie udzielają mu pomocy, w konsekwencji czego zostaje postrzelony w twarz. Udaje mu się przeżyć, ale zostaje inwalidą.

## Obsada
- Al Pacino – Frank Serpico
- John Randolph – Sidney Green
- F. Murray Abraham – detektyw Parner
- Tony Roberts – Bob Blair
- Biff McGuire – inspektor McClain